# 農嫩巴赫河 (博登湖)
47°35′13″N 9°35′14″E / 47.58694°N 9.58722°E

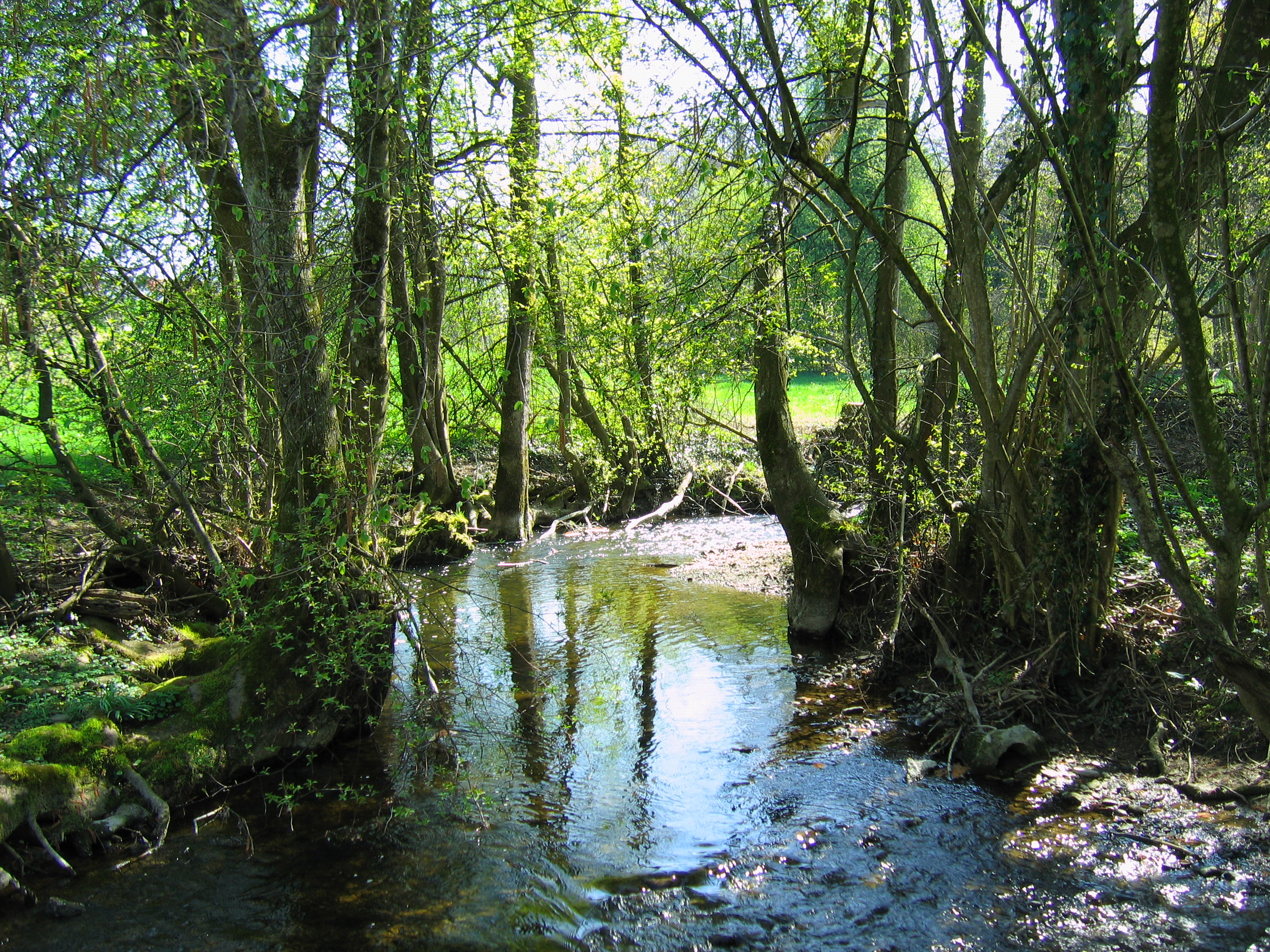

農嫩巴赫河（德語：Nonnenbach）是德國的河流，位於該國東南部，由巴伐利亞負責管轄，屬於萊茵河的支流，河道全長16.8公里，流域面積26.2平方公里，最終在博登湖畔克雷斯布龍附近注入博登湖。